# Collège Avia
La collège Avia (anglais : Avia College) est une école professionnelle pour la sécurité des aéroports et des vols située dans le quartier Veromies à Vantaa en Finlande.

## Présentation
Fonde le 1er janvier 2001, l'Avia College est un établissement d'enseignement du secteur des aéroports et du contrôle du trafic aérien de l'entreprise publique ANS Finland.
L'Avia College est installée dans la zone d'Aviapolis de l'aéroport d'Helsinki-Vantaa. 
C'est le seul établissement d'enseignement en Finlande qui forme des contrôleurs aériens et des spécialistes des activités aéroportuaires. 
En outre, l'Avia College organise des formations et des tests de qualification pour, par exemple, les tâches de lutte contre les incendies, de sauvetage et de sécurité dans les aéroports,.
La formation de contrôleur de la circulation aérienne d'Avia College est très demandée.
Par exemple, à l'automne 2015, 1 150 candidats ont postulé à la formation et 8 candidats ont été sélectionnés. 
L'Avia College propose également sa formation aux contrôleurs aériens étrangers, par exemple aux contrôleurs aériens estoniens. 
À l'automne 2015, outre les étudiants finlandais, sept étudiants contrôleurs aériens estoniens ont commencé la formation anglophone des contrôleurs aériens conformément au programme européen commun. 
Ils ont convenu qu'ils seront employés après une formation chez Lennuliiklusteninudeuse AS (EANS), qui est responsable du contrôle du trafic aérien estonien. EANS a commandé la formation à la Finlande à la suite d'un appel d'offres.
En 2015, la contribution du personnel de l'Avia College s'élevait à un total de 34 années-personnes à temps plein.